# 贡普西耶尔骑士团封地

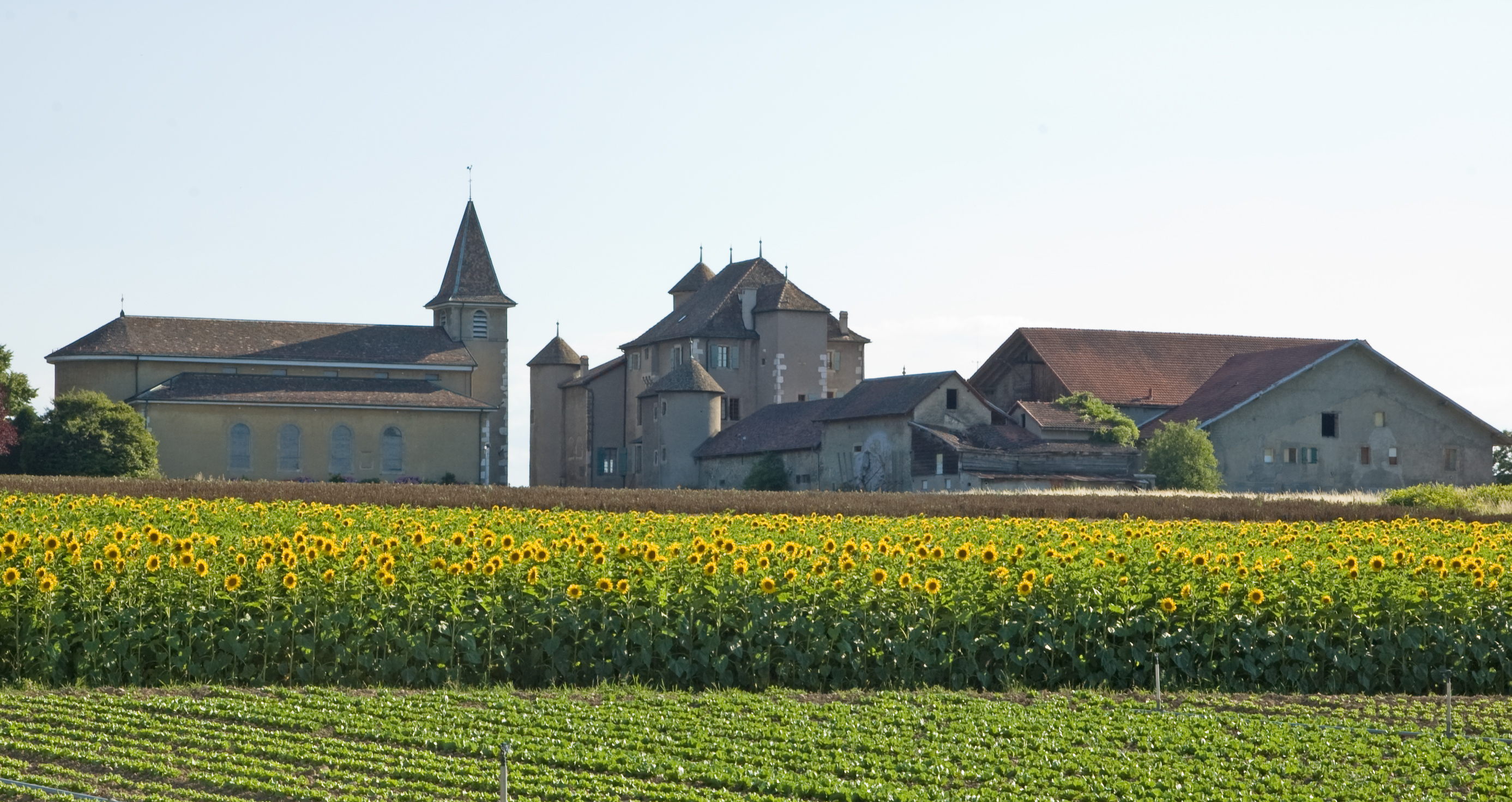
骑士团封地城堡及周边

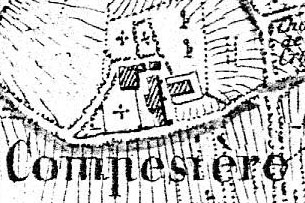
1830年的封地地图

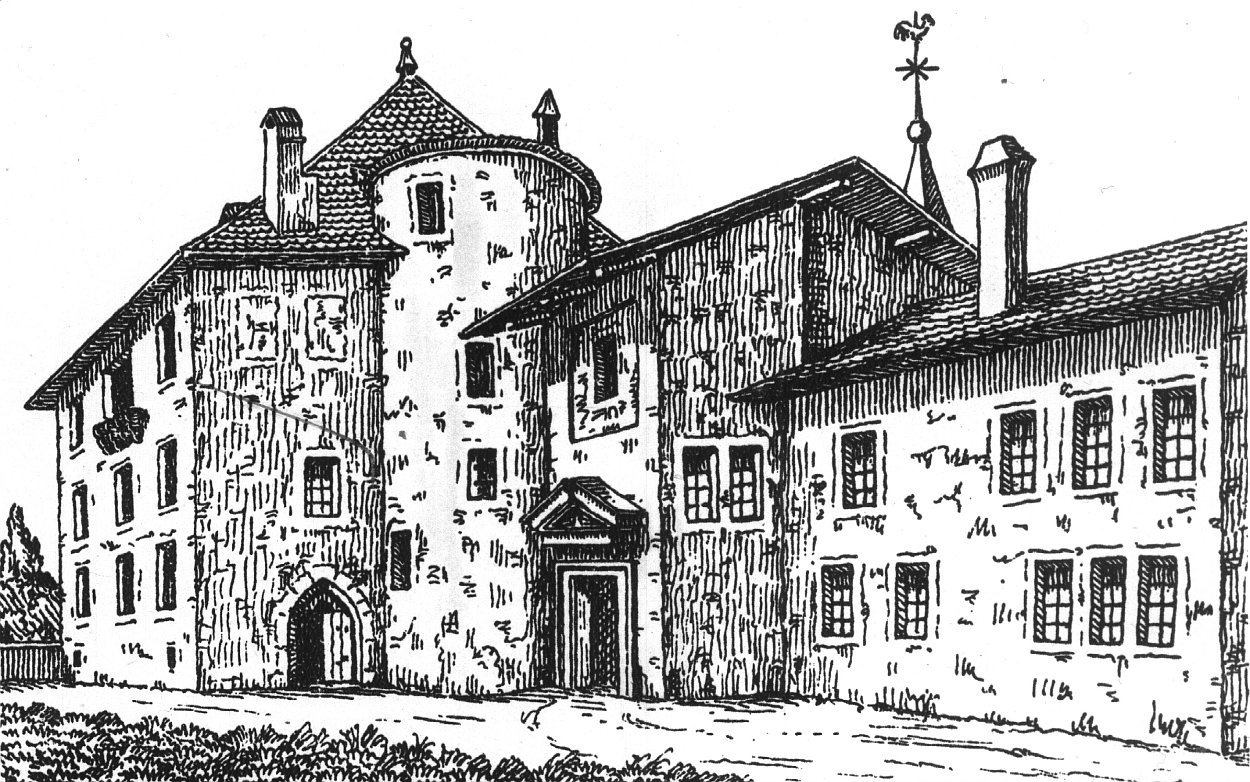
1840年城堡图

46°09′07″N 6°07′14″E / 46.15194°N 6.12056°E
贡普西耶尔骑士团封地（法語：Commanderie de Compesières）曾是马耳他骑士团在瑞士日内瓦州境内的一块封地，位于日内瓦州南部市镇巴尔多内的贡普西耶尔村。封地上建有一座城堡，至今尚存，是马耳他骑士团博物馆的所在地，并已列入瑞士国家重要文化财产名录。

## 历史
贡普西耶尔（Compesières）早在12世纪就已见于记载。1270年，天主教日内瓦教区主教埃蒙·德·克吕塞伊（Aymon de Cruseilles）将村教堂赠与医院骑士团，也就是马耳他骑士团的前身。骑士团将教堂扩充，封地城堡最古老的部分即应建于此时。城堡的主建筑建于15世纪，作为朝圣者旅馆、医院和军用硝石厂使用。1536年，宗教改革大潮袭来，伯尔尼军队占领该地，从骑士团手中剥夺了封地。1564年，骑士团得以回到城堡中，但一直由日内瓦和伯尔尼的新教领袖控制，直到1598年日内瓦和萨伏伊之间签订条约之后方才正式归还。1882年，封地从骑士团转归巴尔多内镇所有。1955年，镇政府在城堡中开辟了一间展厅，建立了马耳他骑士团博物馆。